# Anthrax uralensis
Anthrax uralensis är en tvåvingeart som beskrevs av Paramonov 1935. Anthrax uralensis ingår i släktet Anthrax och familjen svävflugor. Inga underarter finns listade i Catalogue of Life.